# Mehringplatz
Mehringplatz er en rund plads i Friedrichstadt i den nordvestlige del af området Kreuzberg i Berlin, Tyskland. Pladsen er beliggende ca. 2 km. syd for Unter den Linden, i den sydlige ende af Friedrichstrasse. Den har navn efter Franz Mehring. 
Pladsen blev anlagt i barok stil i 1730 sammen med to andre pladser i forbindelse med udvidelsen af byen. Oprindeligt hed pladsen Rondell, hvilket refererer til dens form, men i 1815 fik den navnet Belle-Alliance-Platz. Belle Alliance var i samtidens Tyskland et populært synonym for Slaget ved Waterloo. I 1947 fik den sit nuværende navn. 
Mehringplatz domineres af en brønd med en fredssøjle, opført i 1843 midt på pladsen. Under 2. verdenskrig blev pladsen totalt ødelagt, men er siden genopbygget. I dag er der et karakteristisk boligbyggeri på pladsen. Pladsen rummer desuden installationen Pfad der Visionäre, der blev indviet i 2006 – tre rækker med kvadrater, der hver er en kvm. store, og som rummer citater af betydningsfulde europæere; Danmark repræsenteres af Karen Blixen. Et udvalg har valgt citaterne i samarbejde med landenes ambassader. Siden maj 2008 har kvadraterne været oplyst nedefra. 
Pladsen er spærret for gennemkørende trafik.
52°29′56″N 13°23′30″Ø / 52.4989°N 13.3917°Ø